# Paulinów (Mazovie)
Pour les articles homonymes, voir Paulinów.
Paulinów [pau̯ˈlinuf] est un village polonais de la gmina de Sterdyń dans le powiat de Sokołów et dans la voïvodie de Mazovie, au centre-est de la Pologne.